# Broad Peak
O Broad Peak (originalmente K3) é a 12.ª montanha mais alta do mundo. O Broad Peak faz parte dos montes de Gasherbrum, situado na região de Karakoram, no Himalaia, e está localizado aproximadamente a 8 km do monte K2. O Broad Peak é localmente conhecido como Faichan Kangri. Tem proeminência topográfica de 1701 m e isolamento topográfico de 8,62 km.
A primeira ascensão do Broad Peak foi feita em 9 de junho de 1957, por Fritz Wintersteller, Marcus Schmuck,  Kurt Diemberger, e  Hermann Buhl, integrantes de uma expedição austríaca, conduzida por Schmuck. Uma primeira tentativa pela equipe foi feita em 29 de maio do mesmo ano, onde Wintersteller e Kurt Diemberger alcançaram a parte de ligação ao local mais alto. A primeira ascensão foi realizada sem um dispositivo automático de entrada de oxigênio suplementar, carregadores de altitude elevada e sem sustentação de acampamento.
O primeiro português a atingir o seu cume foi João Garcia, em 17 de julho de 2008, sem recurso a oxigénio artificial. Menos de dois meses (a 19 de maio) antes, João Garcia tinha atingido o cume do Makalu (8663 m), a quinta montanha mais alta do mundo. Estas expedições inserem-se no âmbito do projeto À Conquista dos Picos do Mundo, onde João Garcia pretende escalar (sem recurso a oxigénio, e entre 2006 e 2010) oito das catorze montanhas com mais de oito mil metros de altitude, totalizando assim em 2010 os catorze cumes. Já Moesés Fiamoncini foi o primeiro brasileiro na história a atingir o cume do Broad Peak, feito alcançado em 2022.